# Hliníkovkovité
Hliníkovkovité (Anisophylleaceae) je čeleď vyšších dvouděložných rostlin z řádu
tykvotvaré (Cucurbitales).

## Popis
Jednodomé nebo dvoudomé keře a stromy s jednoduchými střídavými listy bez palistů. Čepel listů je celokrajná, s dlanitou žilnatinou (od báze se 3 až 5 žilkami). Květy jsou nenápadné, pravidelné, jednopohlavné nebo oboupohlavné, v úžlabních hroznech nebo latách. Kalich i koruna jsou složeny ze 3 až 5 (nejčastěji 4) lístků. Korunní lístky jsou často na vrcholu třásnité nebo rozeklané. Tyčinek je dvojnásobek než korunních lístků. Okolo báze semeníku je žlaznatý disk. Semeník je spodní, srostlý ze 4 (výjimečně ze 3) plodolistů, se stejným počtem komůrek a volných čnělek. V každém plodolistu je 1 až 2 vajíčka. Plodem je peckovice, samara nebo tobolka. V semenech není přítomen endosperm.

Čeleď zahrnuje 34 druhů ve 4 rodech. Vyskytuje se v celém tropickém pásu mimo australské oblasti. Největším rodem je Anisophyllea (asi 25 druhů v Asii, Americe i Africe).
U některých zástupců byla prokázána silná akumulace hliníku. O způsobech opylování a šíření semen není nic známo.

## Taxonomie
Rody čeledi Anisophylleaceae byly často na základě morfologie řazeny do čeledi kořenovníkovité (Rhizophoraceae). Cronquist i Dahlgren řadili Anisophylleaceae do řádu růžotvaré (Rosales). Na základě molekulárních výzkumů byla v systému APG I zařazena do řádu tykvotvaré (Cucurbitales) jako bazální větev tohoto řádu.

## Zástupci
- hliníkovka (Anisophyllea)[3]

## Význam
Africký rod Poga a Combretocarpus na Borneu jsou těženy pro dřevo. Plody Poga jsou jedlé a je z nich lisován kuchyňský olej. Druh Anisophyllea laurina, rostoucí v západní Africe, poskytuje jedlé plody známé jako 'opičí jablka'.

## Seznam rodů
Anisophyllea, Combretocarpus, Poga, Polygonanthus